# Lajos Virág
Lajos Virág (Eger, 27 giugno 1977) è un lottatore ungherese, specializzato nella lotta greco-romana.

## Biografia
Ai campionati mondiali universitari di Tokyo 2000, classificandosi quinto nel torneo degli 85 chilogrammi.
Agli europei di Seinaejoki 2002 si è piazzato al nono posto, dopo essere stato estromesso dal torneo dei 96 chilogrammi dal russo Georgi Kogouoashvili. Lo stesso anno ai campionati mondiali universitari di Edmonton 2002 ha vinto l'argento nei 96 chilogrammi, perdendo in finale con lo slovacco Roman Meduna.
Agli europei di Belgrado 2003 è stato eliminato dal tedesco Mirko Englich ed ha concluso decimo. Ai mondiali di Créteil 2003 si è classificato al nono posto.
Ha rappresentato l'Ungheria ai Giochi olimpici estivi di Atene 2004 dove è stato eliminato nel preliminare del torneo dei 96 chilogrammi, con il secondo posto nel gruppo 6 composto dal cubano Ernesto Peña e lo statunitense Garrett Lowney.
Agli europei di Varna 2005 è stato eliminato al primo turno dall'ucraino Dimitrij Timčenko. Ai mondiali di Budapest 2005 ha vinto la medaglia d'argento, superando lo sloveno Mitja Sedmak ai sedicesimi, il bielorusso Shata Narmaniya agli ottavi, lo statunitense Justin Ruiz agli quarti, il kazako Margulan Assembekov e perdendo in finale con il turco Hamza Yerlikaya, campione olimpico ad Atlanta 1996 e Sydney 2000.
Ha vinto il Golden Grand Prix di Baku 2008, battendo in finale l'ucraiono Oleg Kryoka. Ha fatto parte della spedizione olimpica dell'Ungheria ai Giochi olimpici di Pechino 2008, dove è stato eliminato dallo statunitense Adam Wheeler agli ottavi.

## Palmarès
- Mondiali

Budapest 2005: argento nei -96 kg;
- Mondiali universitari

Edmonton 2002: argento nei -96 kg;